# Tabata (Tokyo)
Pour les articles homonymes, voir Tabata.
 (mai 2025).
Si vous disposez d'ouvrages ou d'articles de référence ou si vous connaissez des sites web de qualité traitant du thème abordé ici, merci de compléter l'article en donnant les références utiles à sa vérifiabilité et en les liant à la section « Notes et références ».

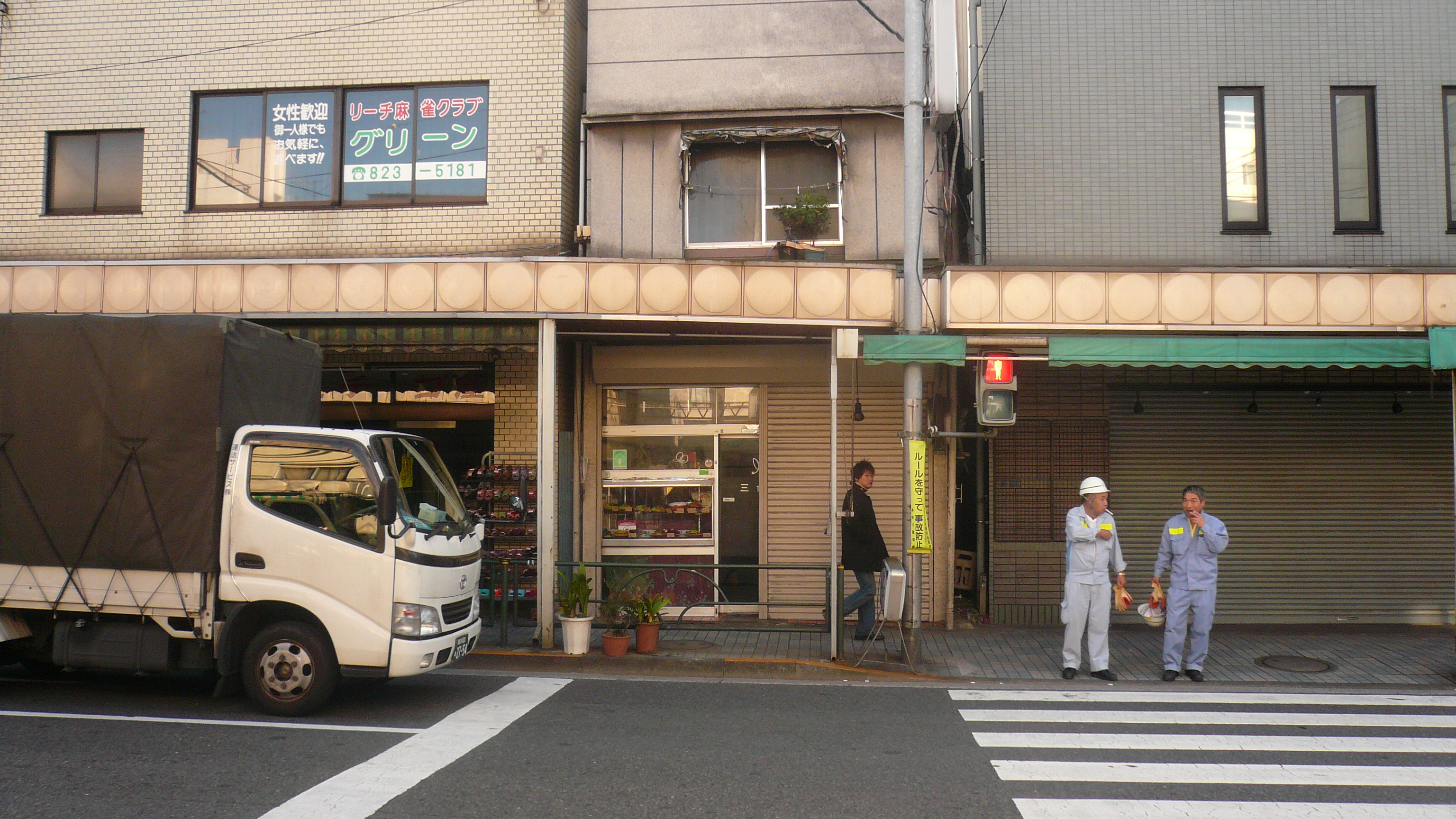
Tabata tôt dans la matinée.

Le quartier Tabata (田端) est un quartier tranquille se situant dans l'arrondissement de Kita à Tōkyō au Japon. 

## Transports
Le quartier est desservi par la gare du même nom sur la ligne Yamanote.
La station est à 35° 44′ 16″ N, 139° 45′ 40″ E.

## Origine du nom
À l'époque d'Edo, Tabata (田端) est un village où les rizières (田圃) sont la principale culture. C'est donc de là que provient le nom du quartier.
|              |                            | Komagome                   | -                          | Tabata                     | -                          | Nishi-Nippori              | -                          | Nippori                    | -                          | Uguisudani                 | -                          | Ueno         |
| Sugamo       | Gares de la ligne Yamanote | Gares de la ligne Yamanote | Gares de la ligne Yamanote | Gares de la ligne Yamanote | Gares de la ligne Yamanote | Gares de la ligne Yamanote | Gares de la ligne Yamanote | Gares de la ligne Yamanote | Gares de la ligne Yamanote | Gares de la ligne Yamanote | Gares de la ligne Yamanote | Okachimachi  |
| Ōtsuka       | Gares de la ligne Yamanote | Gares de la ligne Yamanote | Gares de la ligne Yamanote | Gares de la ligne Yamanote | Gares de la ligne Yamanote | Gares de la ligne Yamanote | Gares de la ligne Yamanote | Gares de la ligne Yamanote | Gares de la ligne Yamanote | Gares de la ligne Yamanote | Gares de la ligne Yamanote | Akihabara    |
| Ikebukuro    | Gares de la ligne Yamanote | Gares de la ligne Yamanote | Gares de la ligne Yamanote | Gares de la ligne Yamanote | Gares de la ligne Yamanote | Gares de la ligne Yamanote | Gares de la ligne Yamanote | Gares de la ligne Yamanote | Gares de la ligne Yamanote | Gares de la ligne Yamanote | Gares de la ligne Yamanote | Kanda        |
| Mejiro       | Gares de la ligne Yamanote | Gares de la ligne Yamanote | Gares de la ligne Yamanote | Gares de la ligne Yamanote | Gares de la ligne Yamanote | Gares de la ligne Yamanote | Gares de la ligne Yamanote | Gares de la ligne Yamanote | Gares de la ligne Yamanote | Gares de la ligne Yamanote | Gares de la ligne Yamanote | Tokyo        |
| Takadanobaba | Gares de la ligne Yamanote | Gares de la ligne Yamanote | Gares de la ligne Yamanote | Gares de la ligne Yamanote | Gares de la ligne Yamanote | Gares de la ligne Yamanote | Gares de la ligne Yamanote | Gares de la ligne Yamanote | Gares de la ligne Yamanote | Gares de la ligne Yamanote | Gares de la ligne Yamanote | Yūrakuchō    |
| Shin-Ōkubo   | Gares de la ligne Yamanote | Gares de la ligne Yamanote | Gares de la ligne Yamanote | Gares de la ligne Yamanote | Gares de la ligne Yamanote | Gares de la ligne Yamanote | Gares de la ligne Yamanote | Gares de la ligne Yamanote | Gares de la ligne Yamanote | Gares de la ligne Yamanote | Gares de la ligne Yamanote | Shimbashi    |
| Shinjuku     | Gares de la ligne Yamanote | Gares de la ligne Yamanote | Gares de la ligne Yamanote | Gares de la ligne Yamanote | Gares de la ligne Yamanote | Gares de la ligne Yamanote | Gares de la ligne Yamanote | Gares de la ligne Yamanote | Gares de la ligne Yamanote | Gares de la ligne Yamanote | Gares de la ligne Yamanote | Hamamatsuchō |
| Yoyogi       | Gares de la ligne Yamanote | Gares de la ligne Yamanote | Gares de la ligne Yamanote | Gares de la ligne Yamanote | Gares de la ligne Yamanote | Gares de la ligne Yamanote | Gares de la ligne Yamanote | Gares de la ligne Yamanote | Gares de la ligne Yamanote | Gares de la ligne Yamanote | Gares de la ligne Yamanote | Tamachi      |
| Harajuku     | -                          | Shibuya                    | -                          | Ebisu                      | -                          | Meguro                     | -                          | Gotanda                    | -                          | Ōsaki                      | -                          | Shinagawa    |